# Mihael Štajnar
Mihael Štajnar (6 ottobre 2000) è un mountain biker, ciclista su strada e ciclocrossista sloveno che corre per il Pogi Team Gusto Ljubljana. È attivo in formazioni UCI dal 2024.

## Palmarès

### Mountain bike
- 2021

Campionati sloveni, Cross country Elite

### Cross
- 2021-2022

Campionati sloveni, Elite
- 2023-2024

Campionati sloveni, Elite

### Strada

#### Altri successi
- 2022 (Nazionale slovena)

Classifica scalatori Belgrado-Banja Luka

## Piazzamenti

### Competizioni mondiali
- Campionati del mondo di mountain bike

Val di Sole 2021 - Cross country Under-23: ritirato
- Campionati del mondo su strada

Wollongong 2022 - In linea Under-23: 51º
- Campionati del mondo di ciclismo gravel

Veneto 2022 - Elite: 45º
Veneto 2023 - Elite: 133º

### Competizioni continentali
- Campionati europei di mountain bike

Graz-Stattegg 2018 - Cross country Junior: 68º
Novi Sad 2021 - Staffetta: 11º
Novi Sad 2021 - Cross country Under-23: 43º
- Campionati europei di ciclocross

Silvelle 2019 - Under-23: 44º
- Campionati europei su strada

Anadia 2022 - In linea Under-23: fuori tempo massimo
Drenthe 2023 - In linea Elite: ritirato